# Конвенция Монтевидео
Конве́нция Монтевиде́о — один из немногих международных документов, перечисляющих признаки, определяющие правосубъектность государства с точки зрения международного публичного права. Подписана в 1933 году на VII Панамериканской конференции.
Международное сообщество до сих пор не пришло к единому мнению относительно механизмов международно-правового признания.

## Признаки
В Конвенции Монтевидео 1933 года закреплены четыре признака государства, как субъекта международного права:
- постоянное население;
- определённая территория;
- собственное правительство;
- способность к вступлению в отношения с другими государствами.

Признания другими государствами не требуется, то есть конвенция закрепляет декларативную теорию государственности.

## Текст конвенции
Подписана в Монтевидео 26 декабря 1933 г. и вступила в силу 26 декабря 1936 г.
Правительства, представленные на Седьмой Международной Конференции Американских Государств, желая подписать Конвенцию о правах и обязанностях государств, установили следующие требования:
Статья 1
Государство, как субъект международного права, должнo обладать следующими признаками:
- (а) постоянное население;
- (б) определённая территория;
- (в) правительство; и
- (г) способность к вступлению в отношения с другими государствами.

Статья 2
Федеративное государство является исключительным субъектом международного права.
Статья 3
Политическое существование государства не зависит от признания другими государствами. Даже до признания государство имеет право защищать свою целостность и независимость для обеспечения его сохранения и процветания, и, следовательно, формировать себя, таким образом, каким оно считает нужным, законодательствовать в соответствии с его интересами, управлять его услугами, а также определять юрисдикции и компетенции его судов. Осуществление этих прав не имеет иных ограничений кроме осуществления прав других государств в соответствии с нормами международного права.
Статья 4
Государства юридически равны, пользуются теми же правами и имеют равные возможности в их осуществлении. Права каждого государства не зависят от власти, которой оно обладает для обеспечения её осуществления, а от простого факта его существования как субъекта, согласно международному праву.
Статья 5
Основные права государств не подвергаются какому-либо влиянию.
Статья 6
Признание государства всего лишь означает, что государство, которое его признает, принимает правосубъектность другого государства со всеми правами и обязанностями, установленными международным правом. Признание является безусловным и бесповоротным.
Статья 7
Признание государства может быть прямым или автоматическим. Последнее становится следствием любого действия, которое подразумевает намерение признать новое государство.
Статья 8
Ни одно государство не имеет право вмешиваться во внутренние или внешние дела другого государства.
Статья 9
Юрисдикция государств в пределах национальной территории распространяется на всех жителей.
Граждане и иностранные лица, находящиеся под такой же защитой закона и национальных органов власти и иностранных лиц, не могут претендовать на другие или более обширные права, чем те, которыми обладают граждане.
Статья 10
Основной интерес государств состоит в сохранении мира. Различия любого характера, возникающие между ними должны решаться признанными мирными методами.
Статья 11
Договаривающиеся государства обязуются не признавать территориальные приобретения или иные выгоды, полученные силовым путём, будь то применение оружия, угроза дипломатическим представительствам, или любые другие эффективные меры принуждения. Территория государства является неприкосновенной и не может быть объектом военной оккупации, или других мер применения силы, навязанных другим государством, прямо или косвенно или по любым мотивам, даже временным.
Статья 12
Настоящая Конвенция не затрагивает обязательств, ранее заключенных Высокими Договаривающимися Сторонами в соответствии с международными соглашениями.
Статья 13
Настоящая Конвенция будет ратифицирована Высокими Договаривающимися Сторонами в соответствии с их конституционными процедурами. Министр иностранных дел Республики Уругвай должен препроводить подлинные заверенные копии правительствам для вышеупомянутых ратификационных целей. Инструмент ратификации должен быть отдан на хранение в архивы Панамериканского Союза в Вашингтоне, который должен уведомить подписавшие правительства об условленном депозите. Такое уведомление должно рассматриваться в качестве обмена ратификационными грамотами.
Статья 14
Настоящая Конвенция вступит в силу между Высокими Договаривающимися Сторонами в порядке, в котором они хранят свои соответствующие ратификационные грамоты.
Статья 15
Настоящая Конвенция остается в силе бессрочно, но может быть денонсирована путём годичного уведомления Панамериканского Союза, который должен передать её другим подписавшим его правительствам. После истечения этого срока, настоящая Конвенция теряет свою силу в отношении расторгающей стороны, но остаются в силе в отношении остальных Высоких Договаривающихся Сторон.
Статья 16
Настоящая Конвенция должна быть открыта для соблюдения и присоединения государств, не подписавших её. Соответствующие документы сдаются на хранение в архивы Панамериканского Союза, который должен направить их другим Высоким Договаривающимся Сторонам.
В ПОДТВЕРЖДЕНИЕ ЧЕГО следующие уполномоченные представители подписали настоящую Конвенцию на английском, испанском, португальском и французском языках и ставят свои соответствующие печати в городе Монтевидео, Республика Уругвай, 26-го декабря 1933 года.
Поправки
Делегация Соединенных Штатов Америки, подписывая Конвенцию о правах и обязанностях государств, делает это, заявляя о поправках, представленных на Пленарной Сессии 22 декабря 1933г., которые выглядят следующим образом:
Делегация Соединенных Штатов Америки, голосуя «ЗА» на заключительном голосовании по рекомендациям и предложениям комитета, вносит такие же поправки в статью 11 данного проекта или предложения, как и те, которые Соединенные Штаты Америки внесли в первую и десятую статью на заключительном голосовании Полной Комиссии и эти поправки звучат следующим образом:
«Политика и отношение Правительства Соединенных Штатов Америки относительно каждой важной фазы международных отношений в данном полушарии, едва ли может быть более понятной и определенной, чем то, что они делали как словом так и действием, особенно начиная с 4 марта. Поэтому Я [Госсекретарь Корделл Халл, Глава Делегации США] не имею намерения давать себе волю как-то повторять или возобновлять эти действия и высказывания, и я не буду этого делать. Каждый наблюдательный человек на данный момент должен четко понимать, что возглавляемое Администрацией Рузвельта Правительство Соединенных Штатов также, как и все, против вмешательства в свободу, суверенитет или другие внутренние дела или процессы в правительствах других наций». «В дополнение к многочисленным действиям и высказываниям в рамках осуществления данных доктрин и политики Президент Рузвельт недавно сделал публичное заявление, выразив свою позицию начать переговоры с Правительством Кубы с целью решить вопрос соглашения, которое существует с 1903г. Я чувствую уверенность, говоря, что с нашей поддержкой общих принципов невмешательства, как было предложено, ни одному правительству не придется опасаться любого вмешательства со стороны Соединенных Штатов при Администрации Рузвельта. Я считаю, что, к несчастью, во время короткого периода этой Конференции, у нас, видимо, нет времени для того, чтобы подготовить поправки и определения для данных фундаментальных условий внесенных в доклад. Такие определения и поправки позволят каждому правительству действовать в определенных рамках, без различий во мнениях и переводе. Я надеюсь, что в ближайшее возможное время такая важная работа будет проведена. На данный момент, в случае если существуют какие либо различия во мнениях или переводе, а также до тех пор пока они (предложенные доктрины и принципы) будут доработаны и кодифицированы, как руководство к действию для общего использования каждым правительством, я хочу сказать, что Правительство Соединенных Штатов Америки, во всех форматах своих международных содружеств и отношений и действий, будет скрупулезно следовать доктринам и политике, которую мы выполняем с 4 марта и которые внесены в различные выступления Президента Рузвельта с того момента, а также в моем недавнем мирном обращении от 15 декабря, перед началом Конференции, а также в законах Наций, как это признанно и принято».
Делегаты от Бразилии и Перу записали следующий собственный пункт относительно статьи 11:
«Что мы принимаем доктрину и принцип, но не считаем её годной для руководства к действию, так как есть страны, которые еще не подписали Анти-Военный Пакт Рио-де-Жанейро, частью которого является данная доктрина и поэтому она пока не соответствует руководству к действиям в рамках международного права» .